# De Agosto 1609 AD
de Agosto 1609 AD es el nombre de una variedad cultivar de manzano (Malus domestica). Esta manzana está cultivada en la colección de la Estación Experimental Aula Dei (Zaragoza). Es originaria de la Comunidad autónoma de Aragón, actualmente ha decaído su cultivo de interés comercial, en detrimento del cultivo de variedades selectas foráneas.

## Sinónimos
- "Manzana de Agosto 1609 AD".[1]

## Historia
La variedad 'de Agosto 1609 AD' es de origen desconocido, se la considera autóctona de la comunidad autónoma de Aragón. Está considerada incluida en las variedades locales autóctonas muy antiguas, cuyo cultivo se centraba en comarcas muy definidas. Se caracterizaban por su buena adaptación a sus ecosistemas y podrían tener interés genético en virtud de su adaptación. Se encontraban diseminadas por todas las regiones fruteras españolas, aunque eran especialmente frecuentes en la España húmeda. Estas se podían clasificar en dos subgrupos: de mesa y de sidra (aunque algunas tenían aptitud mixta).
'de Agosto 1609 AD' es una variedad clasificada como de mesa; difundido su cultivo en el pasado por los viveros comerciales y cuyo cultivo en la actualidad se ha reducido a huertos familiares y jardines privados.

## Características
El manzano de la variedad 'de Agosto 1609 AD' tiene un vigor medio; tubo del cáliz corto, triangular, y con los estambres situados levemente por debajo de la mitad. Tiene un fruto de tamaño de pequeño a medio; forma cónica, con contorno regular o levemente irregular; piel fina, levemente untuosa; con color de fondo blanco verdoso a amarillo crema, importancia del sobre color muy bajo, color del sobre color rojizo, distribución del sobre color en chapa, presentándose exento de chapa o muy levemente iniciada en el lado de la insolación, acusa punteado pequeño, ruginoso y con aureola blanquecina, y con una sensibilidad al russeting (pardeamiento áspero superficial que presentan algunas variedades) muy débil.
El pedúnculo es largo, fino, ensanchado en la parte superior, curvado y leñoso, anchura de la cavidad peduncular estrecha, profundidad cavidad pedúncular poco profunda, bordes suavemente irregulares, chapa ruginosa de color marrón verdoso en el fondo de la cavidad, y con una importancia del russeting en cavidad peduncular medio; anchura de la cavidad calicina estrecha, profundidad de la cavidad calicina muy poco profunda, fruncida, bordes lisos o levemente ondulados, y con importancia del russeting en cavidad calicina débil; ojo de tamaño pequeño y mediano, cerrado o semicerrado; sépalos fuertes y largos, de color verde, unidos hasta su mitad y con las puntas vueltas hacia fuera irregularmente.
Carne de color blanca o blanco crema, a veces presenta zonas "heladas" (vitrificaciones de acumulación de azúcar) alrededor del corazón; textura jugosa; sabor bueno; corazón centrado, bulbiforme; eje abierto; celdas semi-arriñonadas; semillas largas y puntiagudas.
La manzana 'de Agosto 1609 AD' tiene una época de maduración y recolección temprana se lleva a cabo en verano, en agosto. Se usa como manzana de mesa fresca.